# Carlotta Maria di Sassonia-Jena
Carlotta Maria di Sassonia-Jena (Jena, 20 dicembre 1669 – Gräfentonna, 6 gennaio 1703) fu una principessa della Sassonia-Jena e dichessa consorte di Sassonia-Weimar.

## Biografia
Era figlia del duca Bernardo II di Sassonia-Jena e di Marie Charlotte de La Trémoille.
Dopo la premutura morte dei genitori lei e suo fratello Giovanni Guglielmo vennero affidati in custodia allo zio paterno Giovanni Ernesto II di Sassonia-Weimar, come previsto nel testamento di Bernardo. Dopo la morte di Giovanni Ernesto i fanciulli vennero affidati all'altro zio Giovanni Giorgio I di Sassonia-Eisenach, il quale diede in sposa la nipote al cugino Guglielmo Ernesto di Sassonia-Weimar, figlio e successore di Giovanni Ernesto II. La dote stabilita per Carlotta Maria fu molto esigua. Il matrimonio venne celebrato a Eisenach il 2 novembre 1683.
Quando Giovanni Giorgio I morì, Guglielmo Ernesto rivendicò ed ottenne la custodia del piccolo cognato Giovanni Guglielmo.
Il matrimonio rimase senza figli e si contraddistinse per le frequenti liti tra i coniugi. La duchessa intraprese un viaggio senza l'autorizzazione del marito: Guglielmo Ernesto catturò la moglie e la confinò a Weimar. Il matrimonio venne formalmente sciolto il 23 agosto 1690.
Carlotta andò a vivere dapprima a Jena presso la corte di suo fratello. Alla morte del duca, in difficoltà economiche e piena di debiti, dovette lasciare la città natale e trovò rifugio presso il duca Federico I di Sassonia-Gotha-Altenburg. Con il marito nacque una disputa sulla proprietà di Porstendorf: l'imperatore Leopoldo I d'Asburgo decise che spettasse a Carlotta. La duchessa mise poi in vendita la tenuta nel 1694 per poter pagare i propri debiti. Quando morì nel 1703 sul suo capo pendevano altri processi sul possesso di altre tenute presenti nel ducato di Sassonia-Weimar.

## Ascendenza
|                                        |                            |                                            | Genitori                                    |  |  | Nonni |  |  | Bisnonni                     |  |  | Trisnonni                             |  |
|                                        |                            |                                            |                                             |  |  |       |  |  | 8. Johann von Sachsen-Weimar |  |  | 16. Johann Wilhelm von Sachsen-Weimar |  |
|                                        |                            |                                            |                                             |  |  |       |  |  | 8. Johann von Sachsen-Weimar |  |  | 16. Johann Wilhelm von Sachsen-Weimar |  |
|                                        |                            | 17. Dorothea Susanne von der Pfalz         |                                             |  |  |       |  |  | 8. Johann von Sachsen-Weimar |  |  |                                       |  |
| 4. Wilhelm von Sachsen-Weimar          |                            |                                            |                                             |  |  |       |  |  | 8. Johann von Sachsen-Weimar |  |  |                                       |  |
|                                        |                            | 9. Dorothea Maria von Anhalt               | 18. Joachim Ernst von Anhalt                |  |  |       |  |  |                              |  |  |                                       |  |
|                                        |                            | 9. Dorothea Maria von Anhalt               | 18. Joachim Ernst von Anhalt                |  |  |       |  |  |                              |  |  |                                       |  |
|                                        |                            | 9. Dorothea Maria von Anhalt               | 19. Eleonore von Württemberg                |  |  |       |  |  |                              |  |  |                                       |  |
| 2. Bernhard von Sachsen-Jena           |                            | 9. Dorothea Maria von Anhalt               |                                             |  |  |       |  |  |                              |  |  |                                       |  |
|                                        |                            | 10. Johann Georg I von Anhalt-Dessau       | 20. Joachim Ernst von Anhalt (= 18)         |  |  |       |  |  |                              |  |  |                                       |  |
|                                        |                            | 10. Johann Georg I von Anhalt-Dessau       | 20. Joachim Ernst von Anhalt (= 18)         |  |  |       |  |  |                              |  |  |                                       |  |
|                                        |                            | 10. Johann Georg I von Anhalt-Dessau       | 21. Agnes von Barby-Mühlingen               |  |  |       |  |  |                              |  |  |                                       |  |
| 5. Eleonore Dorothea von Anhalt-Dessau |                            | 10. Johann Georg I von Anhalt-Dessau       |                                             |  |  |       |  |  |                              |  |  |                                       |  |
|                                        |                            | 11. Dorothea von Pfalz-Simmern             | 22. Johann Kasimir von Pfalz-Simmern        |  |  |       |  |  |                              |  |  |                                       |  |
|                                        |                            | 11. Dorothea von Pfalz-Simmern             | 22. Johann Kasimir von Pfalz-Simmern        |  |  |       |  |  |                              |  |  |                                       |  |
|                                        |                            | 11. Dorothea von Pfalz-Simmern             | 23. Elisabeth von Sachsen                   |  |  |       |  |  |                              |  |  |                                       |  |
| 1. Charlotte Marie di Sassonia-Jena    |                            | 11. Dorothea von Pfalz-Simmern             |                                             |  |  |       |  |  |                              |  |  |                                       |  |
|                                        | 12. Claude de La Trémoille | 24. Louis III de La Trémoille              |                                             |  |  |       |  |  |                              |  |  |                                       |  |
|                                        | 12. Claude de La Trémoille | 24. Louis III de La Trémoille              |                                             |  |  |       |  |  |                              |  |  |                                       |  |
|                                        | 12. Claude de La Trémoille | 25. Jeanne de Montmorency                  |                                             |  |  |       |  |  |                              |  |  |                                       |  |
| 6. Henri de La Trémoille               | 12. Claude de La Trémoille |                                            |                                             |  |  |       |  |  |                              |  |  |                                       |  |
|                                        |                            | 13. Charlotte Brabantina van Oranje-Nassau | 26. Willem I van Oranje                     |  |  |       |  |  |                              |  |  |                                       |  |
|                                        |                            | 13. Charlotte Brabantina van Oranje-Nassau | 26. Willem I van Oranje                     |  |  |       |  |  |                              |  |  |                                       |  |
|                                        |                            | 13. Charlotte Brabantina van Oranje-Nassau | 27. Charlotte de Bourbon-Montpensier        |  |  |       |  |  |                              |  |  |                                       |  |
| 3. Marie Charlotte de La Trémoille     |                            | 13. Charlotte Brabantina van Oranje-Nassau |                                             |  |  |       |  |  |                              |  |  |                                       |  |
|                                        |                            | 14. Henri de La Tour d'Auvergne            | 28. François III de La Tour d'Auvergne      |  |  |       |  |  |                              |  |  |                                       |  |
|                                        |                            | 14. Henri de La Tour d'Auvergne            | 28. François III de La Tour d'Auvergne      |  |  |       |  |  |                              |  |  |                                       |  |
|                                        |                            | 14. Henri de La Tour d'Auvergne            | 29. Eléonore de Montmorency                 |  |  |       |  |  |                              |  |  |                                       |  |
| 7. Marie de La Tour d'Auvergne         |                            | 14. Henri de La Tour d'Auvergne            |                                             |  |  |       |  |  |                              |  |  |                                       |  |
|                                        |                            | 15. Elisabeth van Oranje-Nassau            | 30. Willem I van Oranje (= 26)              |  |  |       |  |  |                              |  |  |                                       |  |
|                                        |                            | 15. Elisabeth van Oranje-Nassau            | 30. Willem I van Oranje (= 26)              |  |  |       |  |  |                              |  |  |                                       |  |
|                                        |                            | 15. Elisabeth van Oranje-Nassau            | 31. Charlotte de Bourbon-Montpensier (= 27) |  |  |       |  |  |                              |  |  |                                       |  |
|                                        |                            | 15. Elisabeth van Oranje-Nassau            |                                             |  |  |       |  |  |                              |  |  |                                       |  |